# (3272) Tillandz
(3272) Tillandz ist ein Asteroid des Hauptgürtels, der am 24. Februar 1938 von dem finnischen Astronomen Yrjö Väisälä in Turku entdeckt wurde.
Der Asteroid ist nach dem schwedischen Botaniker und Physiologen Elias Tillandz benannt.
| Nummer davor | Asteroiden in nummerierter Reihenfolge | Nummer danach |
| (3271) Ul    | (3272) Tillandz                        | (3273) Drukar |